# سبيكتر- يو في
سبيكتر- يو في هو مرصد فضائي فوق بنفسجي روسي مقترح أن يتم إطلاقه في أكتوبر 2025 من ميناء فستوتشني.